# Covigliaio
Covigliaio è una frazione del comune di Firenzuola che conta un centinaio di abitanti, situata sulla Strada statale 65 della Futa, tra il Passo della Futa e quello della Raticosa, ai piedi del monte Beni.
È una stazione climatica, ricca di buone acque, nota come luogo di villeggiatura, con vista sulla valle del Santerno. 
In questa frazione si trova una chiesa parrocchiale, la Chiesa di San Matteo e Santa Cecilia, consacrata nel 1860, nella quale è conservato un ricco altare policromo (costruito tra il 1628 e il 1641) donato dal granduca Leopoldo II di Toscana.
Nei paraggi del centro abitato c'è inoltre una piccola area protetta, chiamata Oasi di Covigliaio dove vivono animali come mufloni, daini o scoiattoli.

## L'albergo della posta
Prima dell'avvento delle moderne autostrade, Covigliaio si trovava sulla strada più trafficata che collegava Bologna a Firenze ed era dunque una tappa obbligatoria per coloro che attraversavano la penisola italiana attraverso l'appennino tosco-emiliano.
Famoso era il suo albergo, fondato nel XVII secolo sotto il nome di Albergo della posta, in quanto nato inizialmente come stazione di posta. Fu gestito dalla famiglia Tonini. Nel 1931,  durante l'ultima gestione, aveva poi preso il nome di Albergo Gianna. (già Hotel Baglioni e prima ancora Hotel Du Parc).
Durante i loro viaggi numerosi illustri personaggi pernottavano o passavano qui le loro vacanze, come Re Ferdinando I delle Due Sicilie, Carlo Alberto di Savoia, lo Zar Nicola I di Russia e Papa Pio IX, o come, nel secolo passato, l'attore Tyrone Power e Re Faruq d'Egitto.
Qui la notte del 14 novembre 1794 furono arrestati dalle Guardie Svizzere del Tribunale dell'Inquisizione gli studenti Giovanni Battista de Rolandis e Luigi Zamboni ideatori della Bandiera Italiana.
A seguito della cessione della proprietà dell'albergo alla fine degli anni ottanta, l'edificio è stato poi ristrutturato e trasformato in una residenza per persone anziane e disabili, oggi denominata Villa le Ortensie. Durante i lavori di muratura fu rimossa la lapide scritta in onore di De Rolandis e Zamboni da Giosuè Carducci, identica a quella che si trova tutt'oggi nell'atrio d'ingresso dell'Università di Bologna.

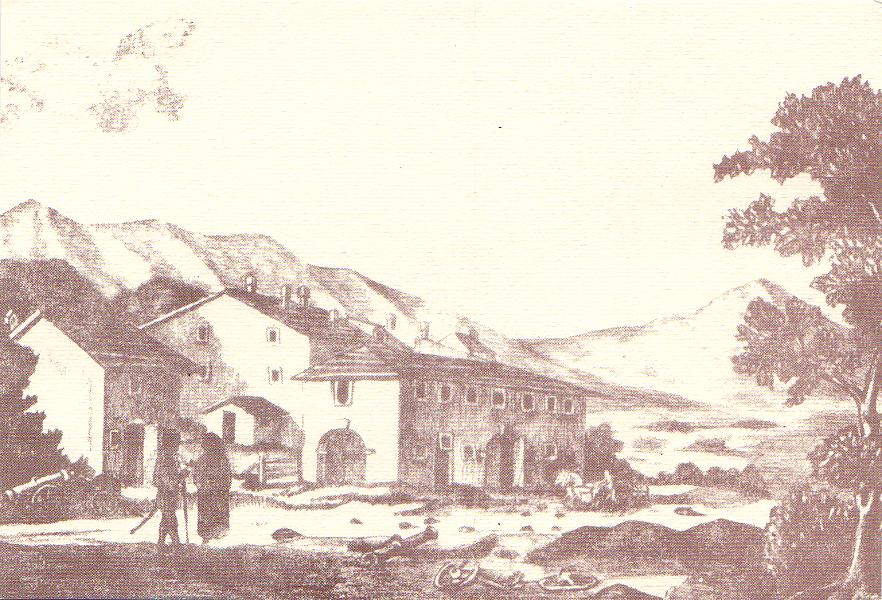
L'albergo di Covigliaio nel 1802.
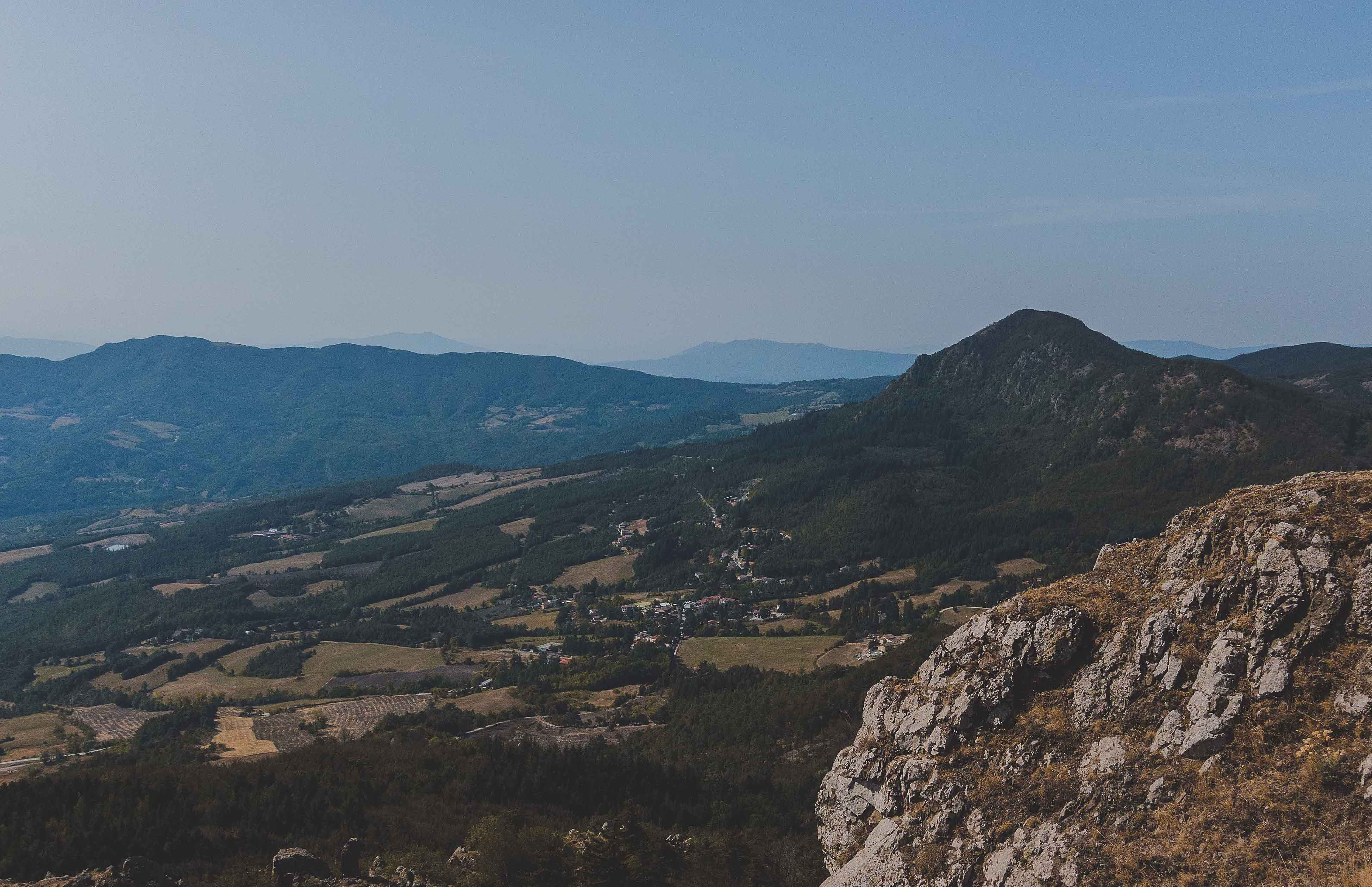
Covigliaio da Monte Beni.
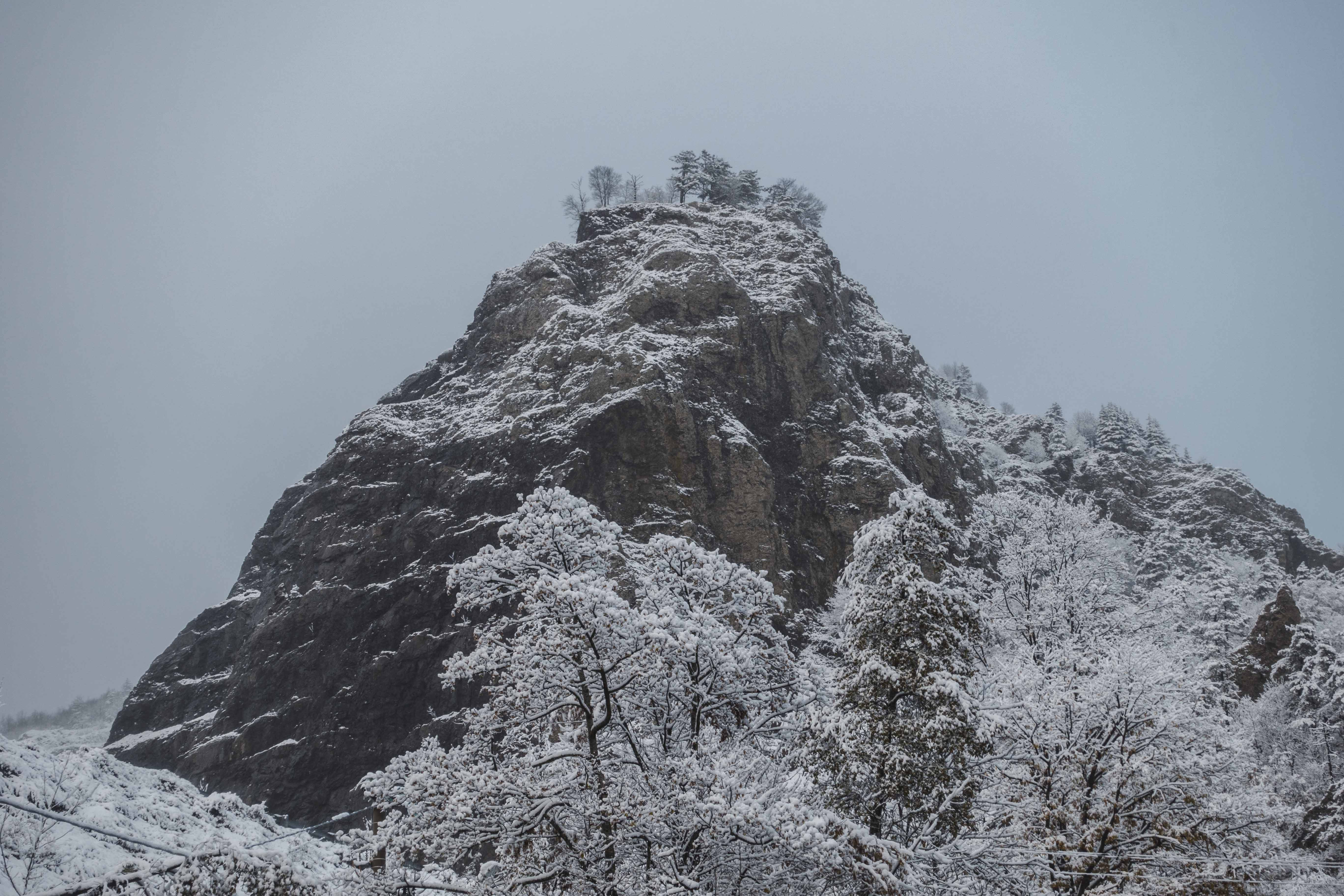
Sasso di Castro innevato visibile dalla strada poco prima di Covigliaio.